# Cougar (transporter)

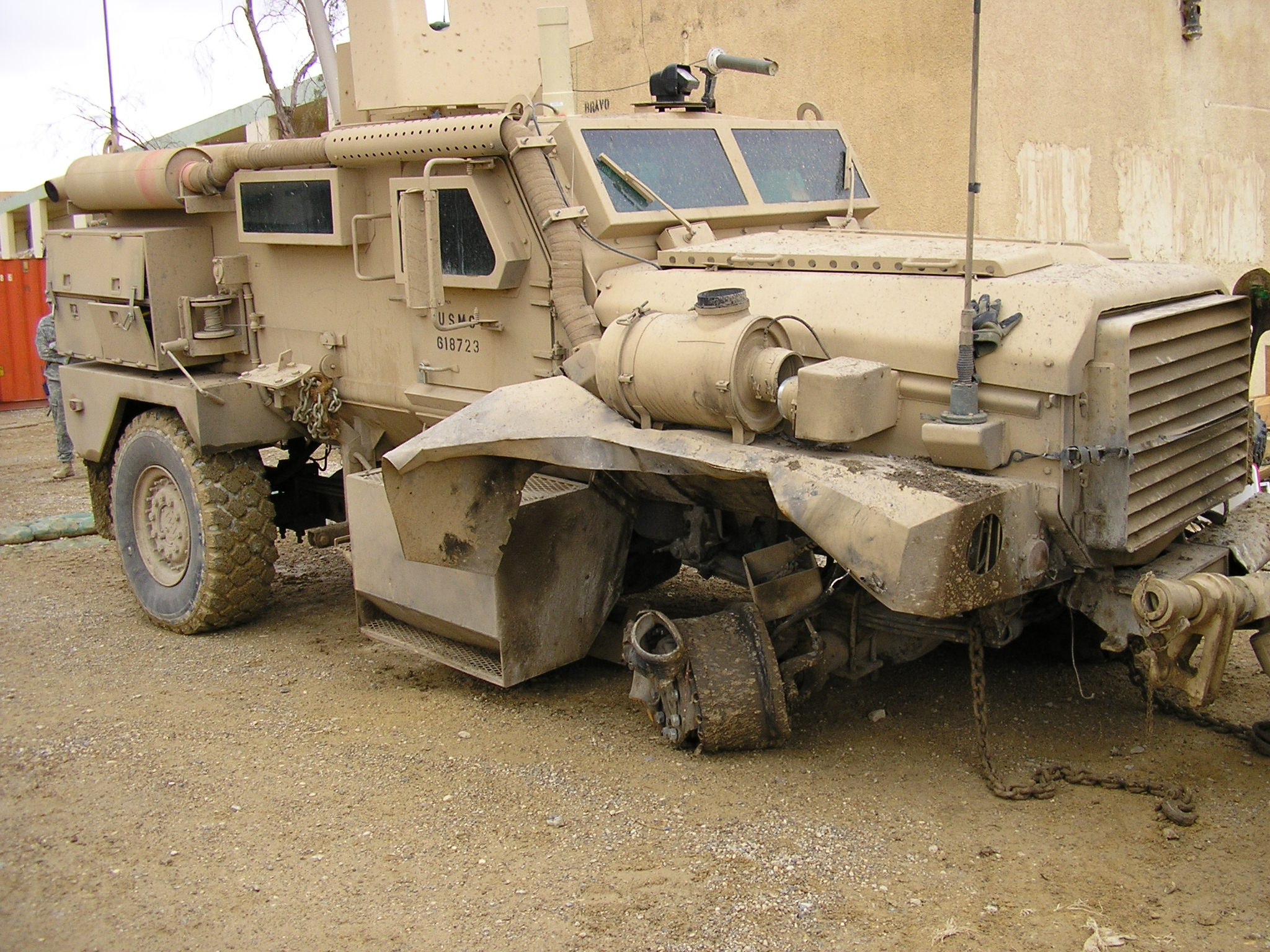
Pojazd uszkodzony w wyniku eksplozji IED pod kołem (2006)

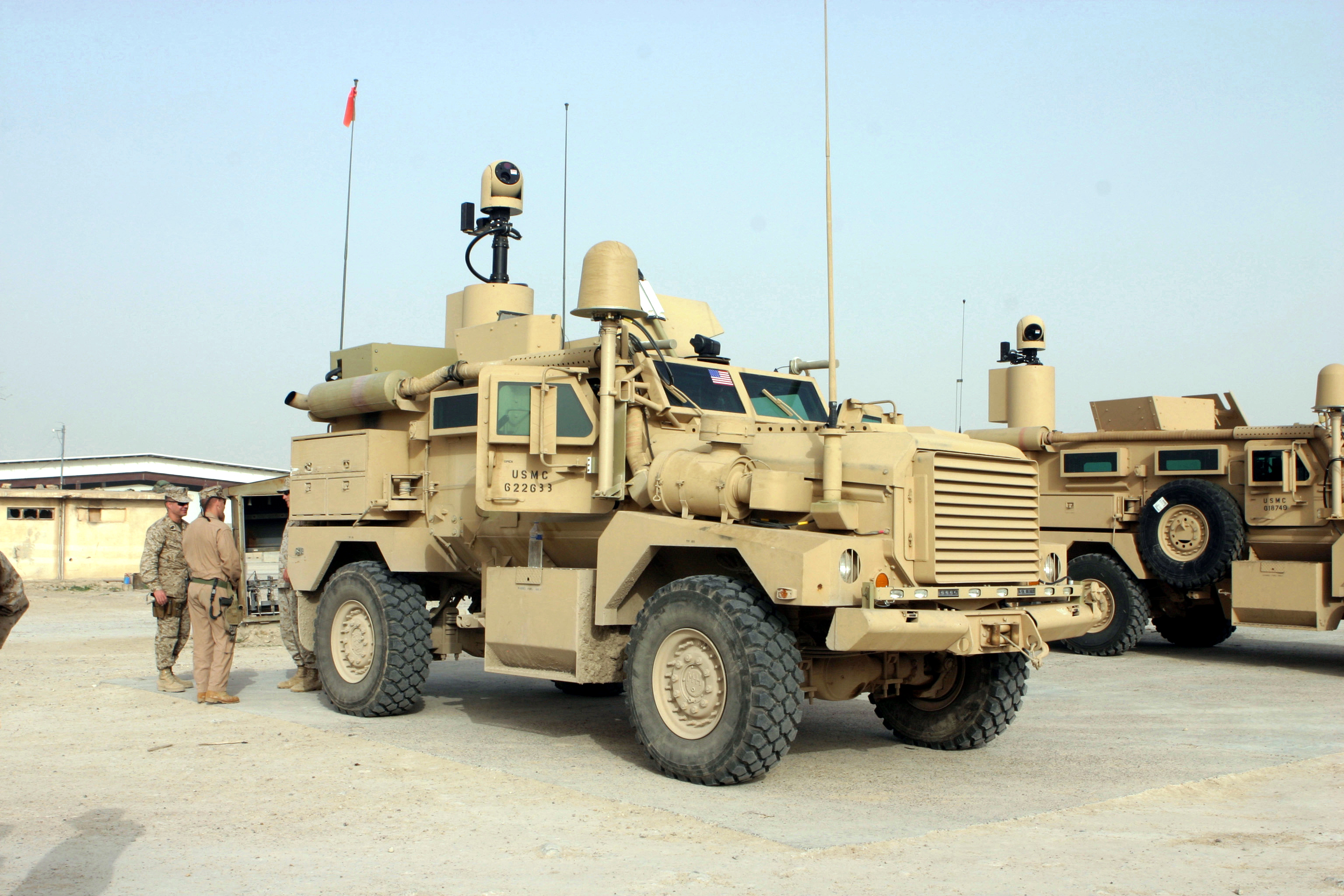
Wariant 4×4 używany przez USMC

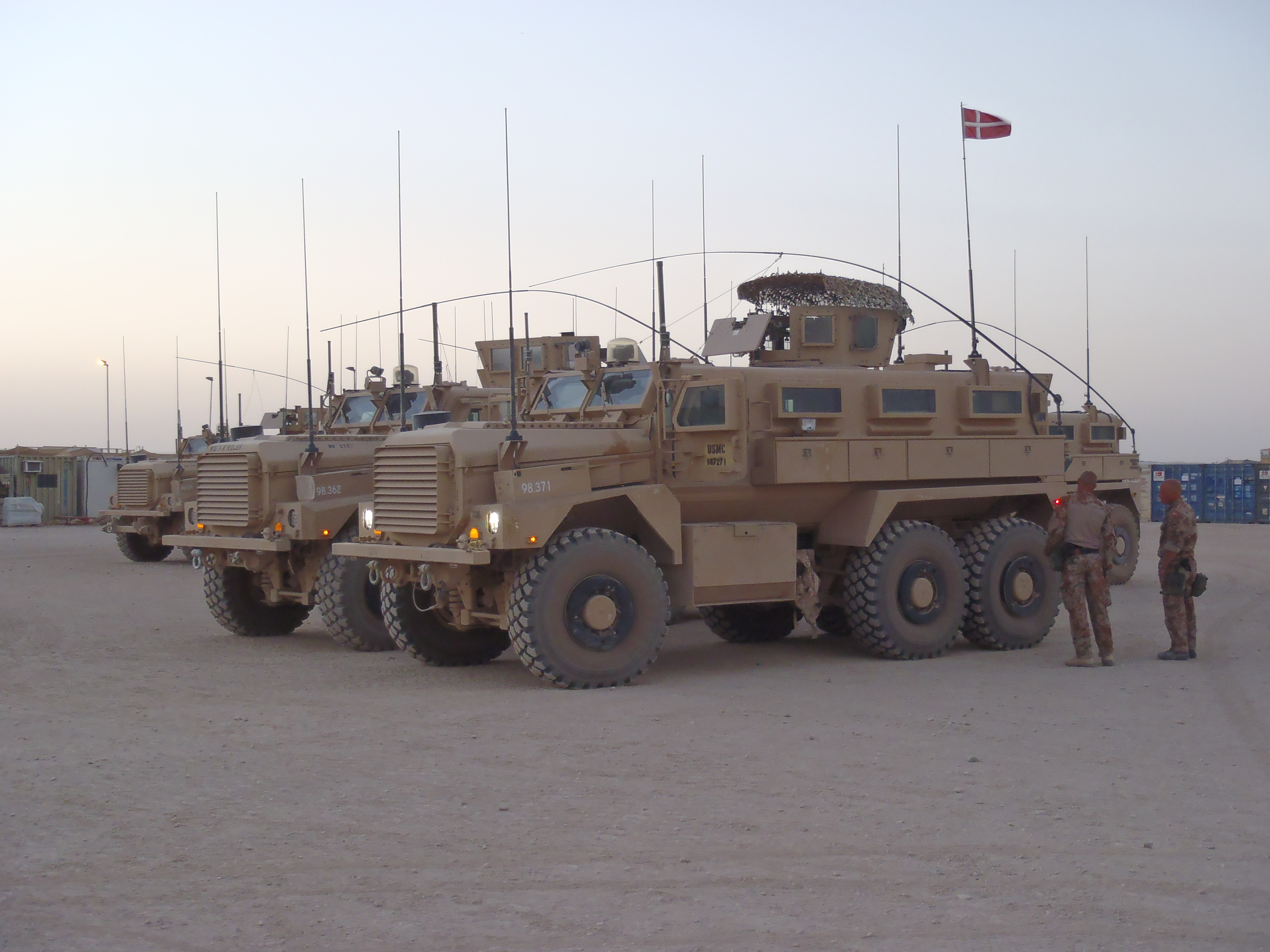
Wariant 6×6 w służbie duńskiej

Cougar – rodzina amerykańskich transporterów opancerzonych typu MRAP (ang. Mine Resistant Ambush Protected) zapewniających zwiększoną ochronę przed wybuchem min lądowych oraz improwizowanych ładunków wybuchowych (IED). Pojazdy produkowane są przez firmę Force Protection Industries w dwóch zasadniczych wariantach: 4×4 oznaczoną jako Cougar H oraz 6×6 pod oznaczeniem Cougar HE.

## Historia
Pojazdy zostały opracowane na początku XXI wieku przez firmę Force Protection Industries, na potrzeby misji wojsk amerykańskich m.in. w Iraku i Afganistanie, gdzie istnieje duże ryzyko ataku przy użyciu min lub improwizowanych ładunków wybuchowych. Pojazd powstał w odpowiedzi na pilną potrzebę operacyjną zgłoszoną przez United States Marine Corps na podstawie doświadczeń z  działań prowadzonych w Iraku. Przy projektowaniu pojazdu zdecydowano się skorzystać z doświadczenia południowoafrykańskiej firmy Technical Solutions South Africa, specjalizującej się w produkcji tego typu samochodów wojskowych. Zakłady Force Protection Industries stały się tym samym pierwszym amerykańskim producentem pojazdów klasy MRAP. Produkcja seryjna rozpoczęła się w 2002 roku. Pierwsze zamówienie ze strony Korpusu Piechoty Morskiej producent uzyskał w kwietniu 2004 roku, pierwsze egzemplarze trafiły do Iraku w tym samym roku.
Pojazdy wprowadzono do eksploatacji jako wozy klasy HEV (Hardened Engineer Vehicle), pojazdy przeznaczone do prac saperskich i transportu żołnierzy. Z czasem wozami zainteresowała się United States Army oraz klienci zagraniczni. Od 2011 roku firma produkująca Cougary przejęta została przez General Dynamics. Pierwszym klientem zagranicznym była Wielka Brytania, która zakupiła pojazdy we własnej, zmodyfikowanej wersji. Pojazdy eksploatowano w armii brytyjskiej od 2007 roku, gdzie służyły głównie do realizacji zadań logistycznych, patrolowych i saperskich.

## Konstrukcja

### Cougar H 4×4
Cougar H 4×4 jest podstawowym wariantem pojazdów z rodziny Cougar. Zaliczany jest do pojazdów MRAP kategorii I, obejmującej najlżejsze konstrukcje MRUV (ang. Mine Resistant Utility Vehicle). Pojazd sprawdził się jako minoodporny transporter opancerzony dla grup saperów, który jest w stanie przetransportować oprócz załogi specjalistyczny sprzęt.
Pojazd zbudowano w klasycznym układzie typu MRAP, dno pojazdu w kształcie litery „V”, co ma za zadanie rozproszyć siłę fali uderzeniowej, niezależnie w którym miejscu doszło do detonacji ładunku. W środkowej części kadłuba zastosowano dodatkowe płyty pancerne także w kształcie litery „V”, które chronią przekładnię oraz wały napędowe. Do wnętrza kabiny dostać się można poprzez parę przednich drzwi (kierowcy i dowódcy), podwójne tylne drzwi oraz włazem umiejscowionym prawej, tylnej części kadłuba. Pojazd ma klasyczny układ miejsc, czyli z przodu znajduje się przedział kierowania, gdzie miejsce zajmują kierowca i dowódca, zaś za nimi w przedziale desantowym usytuowane są równolegle do ścian od 4 do 6 miejsc dla desantu. W dachu pojazd ma zaadaptowany otwór pod montaż stanowiska strzeleckiego lub zdalnie sterowanego modułu uzbrojenia (ZSMU). Pojazd chłodzony jest przez dwa układy klimatyzacji. Dodatkowo ma on zamontowane szyby kuloodporne oraz opancerzenie które zapewniające ochronę przed ostrzałem z broni kalibru 7,62 mm, zaś odporność przeciwminowa opiewa na poziomie 7 kg TNT pod kadłubem i 14 kg TNT pod kołem. Pojazd charakteryzuje się napędem 4×4, załogą liczącą 6 osób (2 + 4).
Napęd stanowi silnik wysokoprężny Caterpillar C7 o mocy 330 KM przy 2200 obr./min. Silnik ma maksymalny moment obrotowy wynoszący 1440 Nm przy 1450 obr./min. Sprzężony jest on z sześciobiegową skrzynią automatyczną Allison 3500SP oraz dwubiegową skrzynią rozdzielczą, przekazującą moc na oba mosty napędowe. Podstawowe wyposażenie pojazdu stanowi elektryczna wyciągarka, sztywny hol, zestaw narzędzi oraz sprzęt saperski. Pojazd ma możliwość montażu wewnątrz i na zewnątrz m.in. radiostacji, systemów zagłuszania, dodatkowego oświetlenia czy głowic obserwacyjnych.
Pojazd w wariancie 4×4 ma długość 5,9 m, szerokość 2,74 m oraz wysokość wynoszącą 2,64 m bez zamontowanej wieżyczki czy ZSMU. Dopuszczalna masa całkowita wynosi 17,2 t, a jego ładowność to 2,7 t. Pojazd ma możliwość brodzenia do maksymalnie 990 mm.
Uzbrojenie w zależności od wariantu stanowi karabin maszynowy kal. 7,62 mm, wkm kal. 12,7 mm lub granatnik automatyczny kal. 40 mm montowany w obrotowej wieżyczce lub sterowany za pomocą ZSMU.

### Cougar HE 6×6
Cougar HE 6×6 to powiększona i lepiej opancerzona wersja pojazdu w wariancie napędowym 4×4. Wariant HE zaliczany jest do II kategorii pojazdów MRAP i zdolny jest wytrzymać wybuch do 15 kg ładunków wybuchowych pod kadłubem. Pojazd opracowano w 2005 roku, w związku z sukcesem jego dwuosiowego odpowiednika. Pojazdy zamówiono po raz pierwszy w latach 2005–2006.
Dno kadłuba wykonano także w układzie litery „V”. W wariancie 6×6 załoga składa się dalej z dwóch osób, jednak liczba żołnierzy desantu wzrasta do ośmiu żołnierzy. Pojazd  ma niezmieniony układ napędowy oraz liczbę drzwi, mimo wydłużonego kadłuba pozostaje ta sama. Długość pojazdu wynosi 7,9 m, szerokość 2,74 m, a wysokość 2,64 m (bez wieżyczki czy ZSMU). Masa własna pojazdu wzrosła do 19 t, zaś jego DMC wzrosła do 29,2 t. Ładowność pojazdu wynosi 7,2 t.

## Eksploatacja
Pojazdy w wersji 4×4 wprowadzono do eksploatacji w Siłach Zbrojnych USA w 2004 roku, zaś wariant w układzie napędowym 6×6 wszedł do służby w latach 2005–2006. Wprowadzono je początkowo do użytku jako pojazdy przeznaczone dla zespołów saperów, jednak z czasem powstały warianty specjalistyczne wozów. Pierwszym zagranicznym odbiorcą pojazdów była Wielka Brytania, która zamówiła maszyny we własnych wariantach: dwuosiowym Ridgeback PPV (Protected Patrol Vehicle, 168 egzemplarzy), trójosiowym Mastiff (396 sztuk) i Wolfhound (125 sztuk), stanowiącym lepiej opancerzoną wersję pojazdów Mastiff.
Cougary przejęły zadania wykonywane poprzednio przez lżej opancerzone pojazdy HMMWV, do których należały głównie działania patrolowe, ochrony konwojów oraz też transportowe.
Wraz z ograniczeniem misji na terenie Iraku czy Afganistanie, Stany Zjednoczone zaczęto ograniczać liczbę maszyn typu MRAP w tym Cougarów używanych w swoim wojsku. Pojazdy zaczęto sprzedawać bądź przekazywać sojusznikom, tym samym powiększyła się liczba państw eksploatujących pojazdy tego typu. Obecnie największym, czynnym użytkownikiem transporterów Cougar jest Irak, który ma opracowaną także swój pojazd Badger ILAV, opracowany na bazie Cougar HE.
Pomiędzy 15 listopada 2008 roku a styczniem 2009 roku Polski Kontyngent Wojskowy w Afganistanie w bazie Ghazni otrzymał z zasobów USMC 40 samochodów Cougar H 4x4 do użytkowania na zasadach koalicyjnego porozumienia ACSA (Acquisition and Cross-Servicing Agreement), w miejsce wypożyczonych wcześniej HMMWV. W polskiej służbie pojazdy zostały uzbrojone w jeden lub dwa karabiny maszynowe 7,62 mm PK. Pojazdów używano wyłącznie w Afganistanie i zwrócono po zakończeniu ich eksploatacji. 8 grudnia 2021 roku Ministerstwo Obrony Narodowej poinformowało o podpisaniu umowy na zakup 300 używanych pojazdów Cougar 4×4 wraz z pakietem szkolno-logistycznym. Dostawy mają zakończyć się do końca I kwartału 2022 roku. Wartość umowy wyniosła 27,5 mln dolarów (ok. 112 mln zł); została ona zawarta bez przetargu ani żadnych korzyści dla polskich przedsiębiorstw.

### Wnioski z eksploatacji
Z uwagi na to że Cougar był pierwszym amerykańskim pojazdem klasy MRAP, w czasie swojej eksploatacji pojawiły się uwagi dotyczące konstrukcji. Jako że pojazd jest reprezentantem maszyn typu MRAP, ma on cechy typowe dla samochodów tej klasy, czyli duże rozmiary zewnętrzne oraz ograniczone miejsce wewnątrz pojazdu. Dużą zaletą pojazdów jest wysoka odporność na wybuchy min czy improwizowanych ładunków wybuchowych, czy odporność na ostrzał z broni ręcznej.
Pojazdy w czasie eksploatacji okazały się być niezawodnymi i wytrzymałymi. Ich dużym atutem była stosunkowa prostota wykonania i łatwość obsługi. Za główną bolączkę pojazdów uważana jest możliwość działania w stosunkowo wąskim teatrze działań bojowych. Pojazdy te dobrze sprawują się na terenach piaszczystych czy też bardzo nierównym gruncie, jednak znacznie gorzej sprawują się na terenie grząskim. Kolejnymi wadami zidentyfikowanymi w toku jego eksploatacji były duże gabaryty i masa pojazdów, co utrudniało ich używanie na terenach zurbanizowanych, oraz wysoko położony środek ciężkości. Do zalet zaliczano bogate wyposażenie pojazdu oraz dobre właściwości trakcyjne.

## Użytkownicy
Lista użytkowników pojazdów rodziny Cougar:
- Stany Zjednoczone
- Kanada – zakupiono 40 pojazdów w wersji JERRV (Joint Explosive Ordnance Disposal Rapid Response Vehicles);
- Dania – na czas misji w Afganistanie wypożyczono 41 wozów;
- Chorwacja – kilka sztuk wypożyczonych na czas misji w Afganistanie;
- Azerbejdżan – zakupiono 4 wozy;
- Gruzja – eksploatowano około 30 wozów otrzymanych w darze. Używane głównie w Afganistanie;
- Węgry – kilkanaście wozów otrzymanych na potrzeby misji w Afganistanie;
- Włochy – wypożyczone do misji w Afganistanie;
- Maroko
- Pakistan – 20 pojazdów w wersji JERRV;
- Rumunia – eksploatowano kilka pojazdów na potrzeby misji w Afganistanie;
- Słowenia – 7 pojazdów w wersji JERRV;
- Ukraina – kilka pojazdów używanych na misjach;
- Polska – w 2008 roku wypożyczono 40 sztuk do  misji patrolowych i konwojów w Afganistanie. W 2022 roku Polska nabyła 300 pojazdów Cougar H 4×4. Pierwsza partia licząca około 70 wozów została dostarczona w czerwcu 2022 roku[16].
- Irak – zakupiono około 865 egzemplarzy pojazdów Badger;
- Wielka Brytania – zakupiono łącznie około 689 pojazdów w wariantach 4×4 i 6×6 w lokalnych wersjach Ridgeback PPV, Mastiff i Wolfhound.